# Olivier Monterrubio
Olivier Monterrubio (Gaillac, Francia, 8 de agosto de 1976), futbolista francés. Juega de volante y su actual equipo es el FC Lorient de la Ligue 1 de Francia.

## Clubes
| Club         | País    | Año       |
| ------------ | ------- | --------- |
| FC Nantes    | Francia | 1996-2001 |
| Stade Rennes | Francia | 2001-2006 |
| RC Lens      | Francia | 2007-2008 |
| FC Sion      | Suiza   | 2008-2009 |
| FC Lorient   | Francia | 2009-     |

- Datos: Q387465
- Multimedia: Olivier Monterrubio / Q387465